# Devito
David Ljubenović (Serbisch Kyrillisch: Давид Љубеновић, * 9. Mai 1995 in Kragujevac), besser bekannt als Devito, ist ein serbischer Rapper.

## Leben und Karriere
Ljubenović, der am 9. Mai 1995 in Kragujevac geboren wurde, begann bereits zu seiner Zeit an der Grundschule, Musik zu machen. Zunächst war er nach Vollendung des 18. Lebensjahres als professioneller Fotograf und arbeitete nach seinem Umzug in die serbische Hauptstadt Belgrad als Videoregisseur für DaVideo wo er Musikvideos für Aca Lukas, Milica Pavlović, Sandra Afrika, Vuk Mob und MC Stojan produzierte.
Im März des Jahres 2018 veröffentlichte er mit Alal vera seine Debütsingle unter seinem Bühnennamen Devito. Seine zweite Single, Barbie, die er im Juni des folgenden Jahres veröffentlichte, erschien bei Bassivity Digital und IDJTunes. Seine dritte Single Uh, die ebenfalls im Juni des gleichen Jahres erschien, erlangte Devito mediale Aufmerksamkeit als sein Musikvideo auf YouTube mehr als 30 Millionen Aufrufe erreichen konnte. Im Februar des Jahres 2020 veröffentlichte Devito das Lied Koka, welches auf dem Soundtrack zur serbischen Fernsehserie Južni vetar zu finden ist. Im Juni gleichen Jahres arbeitete er mit der serbischen Sängerin Teodora Džehverović zusammen und veröffentlichte mit ihr das Lied Vudu, welches mit zwölf Millionen Streams auf Spotify und 100 Millionen Aufrufen bei YouTube zur kommerziell erfolgreichsten serbischsprachigen Single des Jahres avancierte. Für diese Zusammenarbeit erhielt Devito Anfang des Jahres 2023 eine Auszeichnung bei der Music Awards Ceremony.
Im März des Jahres 2021 veröffentlichte er das Lied Mame mi, welches im Fortsetzungsfilm zur Serie Južni vetar zu hören ist. Devito ist einer der Features auf der Remixversion des Liedes Get Together von David Guetta. Im November folgte schließlich die Herausgabe der Debüt-EP Leden. Im April 2022 erschien Omađijala, eine musikalische Zusammenarbeit von Devito und dem serbischen Rapper Relja Popović.
Am 23. Mai 2023 erschien Devitos Debütalbum Plava krv bei IDJTunes. Es erreichte Platz zwei in den österreichischen und Platz fünf in den schweizerischen Albumcharts.
Er ist bekannt dafür, Sturmhauben zu tragen und sein Gesicht in der Öffentlichkeit zu verbergen.

## Diskografie
Studioalben
- 2023: Plava krv (IDJTunes, physisch bei City Records)
- 2025: Nema spavanja

EPs
- 2021: Leden (IDJTunes)

Singles
- 2024: Fantasia (mit Olexesh; #9 der deutschen Single-Trend-Charts am 2. August 2024[12])